# 貴城けい
貴城 けい（たかしろ - 、1974年5月22日 - ）は、日本の女優。元宝塚歌劇団宙組トップスター。オスカープロモーション所属。夫は元歌舞伎俳優で現在は新派の俳優の二代目 喜多村緑郎。身長170cm。血液型はO型。東京都出身。

## 来歴
中学3年生の1年間に歌とダンスのレッスンに通い、中学卒業時に宝塚音楽学校に合格。
1992年、78期生として宝塚歌劇団に入団。入団時の成績は40人中15番。『この恋は雲の涯まで』で初舞台。
1993年1月9日、雪組に配属。当時のトップスターだった一路真輝のもとで経験を積む。1995年の『JFK』新人公演でカストロ役、1996年の『エリザベート』初演の新人公演でルドルフ役（本公演でジュラ役）を経て、1997年の『仮面のロマネスク』新人公演で初主演。1年先輩の安蘭けいと共に次世代の雪組を担う人材として注目され、また同期で花組に配属された瀬奈じゅん、月組に配属された大空祐飛より早く新人公演主演を果たす。
2002年、雪組のトップスターに朝海ひかるが昇格するに伴い、2番手となる。初舞台も組回りも雪組で、雪組しか経験したことのない生粋の雪組育ちだったが、2004年の2番手特別出演期間には、星組・月組に連続出演を果たし、その間宝塚OG達による梅田コマ劇場公演「新版桜吹雪狸御殿」にも外部出演。
2006年、宙組に組替え。7月に宙組トップスターに就任。相手役には紫城るいを迎える。お披露目公演は同年8月の博多座公演『COPACABANA』。大劇場お披露目は、維新の英雄坂本龍馬を題材にした『維新回天・竜馬伝！/ザ・クラシック』。また、この公演が退団公演でもあり、ショー『ザ・クラシック』では宙組生のアドリブで「I love カシさん（貴城の愛称）」などというセリフや歌詞がふんだんに盛り込まれていた。
2007年2月12日、東京公演千秋楽を最後に宝塚歌劇団を退団。相手役の紫城も同時退団だった。同年4月1日よりオスカープロモーションに所属し、女優としての活動をスタートさせた。退団後はミュージカル・ストレートプレイ・朗読劇・ショー等、多岐にわたる分野で舞台を中心に精力的に活動。
2010年4月に日本初演となったブロードウェイ・ミュージカル『サイド・ショウ』では、実在した「結合双生児・デイジー&ヴァイオレット・ヒルトン姉妹」の数奇な運命をデイジー役の樹里咲穂とともに演じ、『代表作を確立した』との評価を受ける。同作品は、直後の2010年6月10日にダイジェスト版とも言えるミュージカル・ライブが上演された。2009年から2010年に掛けては、映画・TVドラマへと活動の場所を広げる。
2011年芸能生活20周年には、主演舞台2作、ライブ、CDリリース等が行われた。本人がインタビューで運命的な役であり作品と語った『サイドショウ』の再演も叶ったが、東京公演の千秋楽において20年の舞台人生初の休演（急性肺炎による）により、公演自体も中止になるという事態になった（大阪公演は1役を2名で分けて行う異例な代役で公演が行われた）。同年夏、「王様と私」にアンナ役での出演の制作発表が、病気療養による欠席の中行われたが、その後体調不安を理由に早々に降板が発表される。
2011年10月10日の休演以降、1ヶ月入院、2012年4月に大阪・新歌舞伎座でのコンサートで舞台に復帰、2012年は朗読劇を含む数本の舞台に出演した。
2013年1月30日、同月27日に歌舞伎俳優、二代目 市川月乃助（現在は新派俳優・二代目 喜多村緑郎) と結婚したことを発表。挙式は、2015年2月1日に執り行われた。

## 宝塚歌劇団時代の主な舞台出演

### 初舞台・組廻り
- 1992年 初舞台『この恋は雲の涯まで』
- 1992年 『忠臣蔵〜花に散り雪に散り〜』

### 雪組時代
- 1993年 『天国と地獄/TAKE OFF』
- 1993年・1994年 『ブルボンの封印/コートダジュール』
- 1994年 『風と共に去りぬ』(新人公演：チャールズ)
- 1994年 バウホール公演『風に吹かれて』(ルネ)
- 1994年・1995年 『雪之丞変化/サジタリウス』（新人公演：弁公）
- 1995年 『JFK/バロック千一夜』（新人公演：カストロ）
- 1995年 バウホール公演『大上海』
- 1995年 『あかねさす紫の花/マベルエトワール』（新人公演：天比古ほか）
- 1996年 『エリザベート』(ジュラ/新人公演：ルドルフほか)
- 1996年・1997年 『虹のナターシャ/ラ・ジュネス』（新人公演：長岡仁ほか）
- 1996年 バウホール公演『アナジ』(不知火)
- 1997年 『仮面のロマネスク/ゴールデンデイズ』(ベルロッシュ男爵/新人公演：ヴァルモン男爵)＊新人公演主演（本役：高嶺ふぶき）
- 1997年 『真夜中のゴースト/レシェルバン』（エルドリッジほか/新人公演：チャールズ）＊新人公演主演（本役：轟悠）
- 1997年・1998年 『春櫻賦/LET'S JAZZ』(阿満丸ほか/新人公演：謝名龍山)＊新人公演主演（本役：轟悠）
- 1998年 バウホール公演『ICARUS』(アーノルド・キャンベル)
- 1998年 『風と共に去りぬ』(ルネほか)
- 1998年・1999年 『浅芽が宿/ラヴィール』（りん弥ほか/新人公演：勝四郎）＊新人公演主演（本役：轟悠）
- 1998年 バウホール公演『LAST STEPS（月組・雪組』
- 1999年 『再会』(ミッシェルほか)『ノバ・ボサ・ノバ』(ボールソ)
- 1999年 『ICARUS』 (アーノルド・キャンベル)
- 1999年・2000年 『バッカスと呼ばれた男/華麗なる千拍子'99』
- 2000年 バウホール公演『ささら笹舟―明智光秀の光と影―』(明智光秀/妻木幸四郎/旅の雲水) ＊バウホール主演
- 2000年 ベルリン公演『宝塚 雪・月・花/サンライズタカラヅカ』
- 2000年 『デパートメントストア/凱旋門』(アンリ：東京公演のみ)
- 2001年 『猛き黄金の国/パッサージュ』（川田小一郎）
- 2001年 バウホール公演『アンナ・カレーニナ』(アレクセイ・カレーニン)
- 2001年 『愛 燃える/Rose Garden』(王孫惟)
- 2002年 『追憶のバルセロナ/ON THE 5th－ヴィレッヂからハーレムまで－』(ジャン・クリストフ)
- 2002年 『再会/華麗なる千拍子2002』(マーク)
- 2003年 『春麗の淡き光に－朱天童子異聞－/Joyful!!』(源頼光)
- 2003年 『アメリカン・パイ』(グランパ) ＊バウホール主演
- 2003年 『Romance de Paris/レ・コラージュ -音のアラベスク-』(ムジャヒド・ナセル)
- 2004年 『1914/愛/タカラヅカ絢爛－灼熱のカリビアン・ナイト－』(アポリネール)
- 2004年 『飛鳥夕映え－蘇我入鹿－/タカラヅカ絢爛II -灼熱のカリビアン・ナイト-』(中臣鎌足、軽皇子、蘇我石川麻呂 三役役替わり)
- 2004年・2005年 『青い鳥を捜して/タカラヅカ・ドリーム・キングダム』(デニス)
- 2005年 『睡れる月』(式部卿宮)
- 2005年 『霧のミラノ/ワンダーランド』(カールハインツ・ベルガー)
- 2005年 『DAYTIME HUSTLER〜愛を売る男〜』(ローレンス・ブラウン) ＊バウホール主演
- 2006年 『ベルサイユのばら－フェルゼンとマリー・アントワネット編－』(オスカル)
- 2006年 『ベルサイユのばら－オスカル編－』(アンドレ/ジェローデル 役替り)

### 宙組トップ時代
- 2006年 『コパカバーナ』宙組公演(スティーヴン/トニー・フォルテ)
- 2006年 『維新回天・竜馬伝! -硬派・坂本竜馬III-/ザ・クラシック－I LOVE CHOPIN－』（坂本龍馬）

### コンサート・ディナーショー
- 1999年6月『第3回エスプリコンサート Caution!』
- 2000年1月 ディナーショー『Caution!』
- 2002年3月 ディナーショー『off』
- 2006年6月 ディナーショー『NEXT DOOR』
- 2006年 9月コンサート『I have a dream』*貴城けいコンサート『I have a dream』

梅田芸術劇場シアター・ドラマシティ2006年9月13日～14日
サンシャイン劇場2006年9月16日～18日
https://www.tca-pictures.net/skystage/Prgm/Detail/3673.html

## 宝塚歌劇団退団後の主な活動

### 舞台
- 2007年9月 『愛、時をこえて―関ヶ原異聞―』（主演 - 出雲阿国/ドラキュラ 役）
- 2007年10月 『ヴェローナの二紳士〜Two Gentlemen of Verona〜』原作／ウィリアム・シェイクスピア（ミラノ公爵夫人 役）
- 2007年11月 『小原孝 ピアノ・シアター コール・ポーター“Night & Day”』
- 2007年12月（東京）・2008年2月（名古屋） 『宮廷女官チャングムの誓い』（チェ・グミョン 役）
- 2008年3月 『LOVE LETTERS 2008 SPRING SPECIAL』（メリッサ 役）
- 2008年5月 『玉つき屋の千代さん〜女ハスラー繁盛記〜』（美津子 役）
- 2008年9月 - 10月 『アプローズ』～映画『イヴの総て』より～（イヴ 役）[6]
- 2008年12月 『愛と青春の宝塚』（タッチー 役）新宿コマ劇場
- 2009年1月 - 3月 『愛と青春の宝塚』（タッチー 役）全国18か所で公演
- 2009年3月 『T4ファーストコンサート』 東京国際フォーラムCホール
- 2009年6月 - 7月 『ミー＆マイガール』（ジャクリーヌ〈ジャッキー〉 役）帝国劇場・中日劇場
- 2009年7月 - 8月 『貴城けいオンステージ2009』ル・テアトル銀座
- 2009年8月 『朗読パフォーマンス「竹取物語」』（かぐや姫・帝・中納言等）中日劇場
- 2009年10月 『屋根の上のバイオリン弾き』（ツァイテル 役）日生劇場
- 2009年12月 - 2010年1月 『Nine The Musical』（女優クラウディア 役）ル・テアトル銀座・シアターBRAVA!
- 2010年4月　ブロードウェイ・ミュージカル『サイド・ショウ』（主演 - ヴァイオレット・ヒルトン 役）東京芸術劇場
- 2010年4月 - 6月 『インディゴの夜』（三国蘭子役）全国22か所で公演
- 2010年6月10日　『「サイド・ショウ」ミュージカル・ライブ』　シアタークリエ
- 2010年10月 『名探偵ポワロ ブラックコーヒー』「原作／アガサ・クリスティ」シアター1010・サンケイホール
- 2010年11月 『没後30th 越路吹雪 トリビュートコンサート』 中野サンプラザ
- 2011年2月 『愛と青春の宝塚』リバイバル（タッチー 役）青山劇場
- 2011年3月 『愛と青春の宝塚』リバイバル（タッチー 役）全国7か所で公演
- 2011年5月 『20 th Anniversary Live「PASSER」(通過点)』（ゲスト：チェンバロ奏者 - 曽根麻矢子）ビルボードライブ大阪・東京コットンクラブ
- 2011年6月 『「サイド・ショウ」ミュージカル・ライブ』 恵比寿ガーデンホール
- 2011年7月　ブロードウェイ・ミュージカル『ビクター/ビクトリア』（主演 - ビクトリア 役）ル・テアトル銀座・森ノ宮ピロティホール
- 2011年10月　ブロードウェイ・ミュージカル『サイド・ショウ』（主演 - ヴァイオレット・ヒルトン 役）シアター1010・森ノ宮ピロティホール
- 2012年4月　『貴城けい、オールディズに乾杯 青春グラフティ讃歌』 新歌舞伎座
- 2012年6月　『朗読劇サマーウォーズ』(陣内　栄　等の夏希以外の全女性キャラ、ナレーター）新国立劇場小劇場
- 2012年8月　『大江戸緋鳥808』 明治座
- 2012年9月　『朗読劇 武士の尾』 紀尾井小ホール
- 2012年11月 『朗読劇 約束』 都市センターホール　コスモスホール
- 2012年12月 『朗読劇 クリスマス・キャロル』 新宿明治安田生命ホール
- 2013年4月 - 5月　『DREAM LADIES』（ケイト役）全国7か所で公演
- 2013年6月　『朗読劇 私の頭の中の消しゴム　5th letter』（薫 役）天王洲 銀河劇場
- 2013年8月 - 9月　オフ・ブロードウェイ・ミュージカル『10 MILLION MILES』（モリー　役）新国立劇場小劇場
- 2013年11月 - 12月　『渇いた太陽』シアター・クリエ、シアター1010、他全国10か所で公演
- 2014年5月 - 6月　『セレブレーション100！宝塚〜この愛よ永遠に〜』 青山劇場、梅田芸術劇場 他
- 2014年8月　『ONE-HEART MUSICAL FESTIVAL 2014 夏』 シアタークリエ
- 2014年11月 - 12月 『CHICAGO』（ロキシー役）東京国際フォーラム、梅田芸術劇場 他
- 2015年2月　ビクターエンタテイメント『麗人–REIJIN-』発売記念コンサート
- 2015年7月　『「X-TALK」 The Final! すみれサミット2015 〜雪月宙の調べ♪〜』 渋谷Mt.RAINIER HALL
- 2016年1月　ビクターエンタテイメント『麗人REIJIN　Season2』発売記念コンサート
- 2016年6月　『L'Age d'Or de la Chanson～シャンソン黄金時代～』　ヤマハホール
- 2016年9月　ビクターエンタテイメント『麗人REIJIN　Season2　"Festa"』発売記念コンサート
- 2016年12月　『I Love Musical』 東京グローブ座[7][8]
- 2017年2月　ディナーショー「Fragilite」 ホテル椿山荘東京
- 2017年3月　リーディングドラマ「シスター｣ サンケイホールブリーゼ
- 2017年3月　越路吹雪三十七回忌特別追悼公演「越路吹雪に捧ぐ」コンサート 日生劇場
- 2017年8月　『L'Age d'Or de la Chanson～シャンソン黄金時代～2017』　ヤマハホール
- 2017年9月　『I Love Musical』　東京グローブ座
- 2018年1月 - 2月　KAAT神奈川芸術劇場プロデュース音楽劇『三文オペラ』（ジェニー 役）神奈川芸術劇場、札幌市教育文化会館
- 2018年3月　『I Love Musical～テン・ミリオン・マイルズ特集』　ヤマハホール
- 2018年3月 - 4月『怪人二十面相　～黒蜥蜴　二の替わり』（花菱蘭子 役）サンシャイン劇場
- 2018年6月　『SHOW STOPPERS!!（ショー ストッパーズ）』 東京国際フォーラム、シアター・ドラマシティ
- 2018年10月 『ヘブンズ・レコード　～青空編～』有楽町よみうりホール、神戸新聞松方ホール
- 2018年12月‐2019年1月　『歳が暮れ･るＹＯ 明治座大合戦祭』（上杉謙信　役）明治座、梅田芸術劇場
- 2019年1月　『ベルサイユのばら45』東京国際フォーラム、梅田芸術劇場
- 2019年8月　劇団少年社中第37回公演『〔天守物語』（富姫役）紀伊国屋ホール、近鉄アート館
- 2019年11月 -12月『イノサン musicale』（マリー･ジャンヌ･ベキュー【デュ・バリー夫人】役）ヒューリックホール東京
- 2023年12月、『ラストダンスは私に〜岩谷時子物語〜』（岩谷時子 役）六行会ホール[9]
- 2024年9月、『ココロノカケラ』博品館劇場[10]
- 2024年12月、『ベートーヴェン / 届かなかった手紙』（アントニー・ブレンターノ）日経ホール[11]
- 2025年1月 - 2月、『ひまわりの歌〜ヘブンズ・レコードからの景色〜』神戸朝日ホール、有楽町朝日ホール[12]
- 2025年8月、『はんぶんホントのストーリー モデルドリームズ2025』（薬師寺ひろみ 役）愛知県芸術劇場 小ホール[13]

### テレビドラマ
- インディゴの夜「原作／加藤実秋」（東海テレビ、2010年3月）三国蘭子 役
- 天使の代理人「原作／山田宗樹」（東海テレビ、2010年10月）オムニバス形式　エピソード5 主演　川口弥生役

### テレビ（ドラマ以外）
- 「宝塚プルミエール」（2007年5月-2008年3月、WOWOW）ナビゲーター
- 「貴城けいがナビゲート〜伝統! 東をどりの世界」（2007年6月11日、TBS）ナビゲーター
- 「貴城けいが贈る スイスmade機械式時計の至宝」（2007年7月30日、東海テレビ）ナビゲーター
- 第58回NHK紅白歌合戦（NHK）、2007年12月31日（布施明・君は薔薇より美しい）
- :バックダンサー（伊央里直加・貴城けい・初風緑・風花舞・星奈優里・蘭香レア）
- まるごと満喫マカオ・「美人女優二人がセレブ&格安の旅」（テレビ東京、2008年3月20日） 笛木優子と共にレポーター
- おもいッきりイイ!!テレビ（日本テレビ、2008年10月20日）
- :エ〜!!本当ですか、先生？コーナーで『人に愛される自分になる！宝塚式「美人」講座』の先生として出演
- HEY!HEY!HEY! MUSIC CHAMP（フジテレビ、2008年12月8日）
- :特別ユニット「T4」として、紫吹淳・湖月わたる・彩輝なおと共に出演。
- 爆笑そっくりものまね紅白歌合戦スペシャル（フジテレビ、2009年4月7日）
- :ベルサイユのばら本物登場コーナーにアンドレ・グランディエ（鬘・衣装とも本人用）の扮装で登場
- :（退団後のため偽者との自覚があったと後で漏らす。）
- たけしのニッポンのミカタ！（テレビ東京、2009年11月6日）
- :『美人バブルが日本を救う！』で著書の紹介とインタビュー出演
- VS嵐（フジテレビ、2010年2月25日）
- 笑っていいとも!（フジテレビ、2010年4月19日）コーナーゲスト出演。
- 金曜バラエティー（NHK総合、2011年1月21日）
- :真琴つばさ・湖月わたる・彩輝なおと共に出演。
- 笑っていいとも!（フジテレビ、2011年2月15日）
- :真琴つばさ・星奈優里と共にコーナーゲスト出演。
- 〜おもしろ言葉ゲーム〜 OMOJAN（フジテレビ、2012年8月7日・8月14日
- VS嵐（フジテレビ、2012年8月9日）
- おしあげNOW（テレビ東京、2012年11月11日）
- VS嵐（フジテレビ、2013年2月14日）
- お試しかっ!（テレビ朝日、2013年2月18日）
- 行列のできる法律相談所（日本テレビ、2013年6月30日）
- 『旅するKAGOSHIMA』〜貴城けいが行く鹿児島タウン〜（BSフジ、2013年9月28日）
- お試しかっ!3時間SP(テレビ朝日2014年6月30日)
- :真琴つばさ、湖月わたる、水夏希、遼河はるひ、はいだしょうこと共に出演
- 音楽の日（TBS、2014年8月2日）
- :真琴つばさ、香寿たつき、姿月あさと、星奈優里、紺野まひる、音月桂、映美くららと共に出演
- 真夏のプレミア音楽祭〜魅惑のコラボレーション〜（テレビ朝日、2014年8月16日）
- :和央ようか、湖月わたる、水夏希、大和悠河と共に出演
- わがまま！気まま！旅気分〜オキナワ 音の旅、風の旅（BSフジ、2015年8月22日)
- 痛快TV スカッとジャパン（フジテレビ、2019年2月25日）

### 映画
- 「交渉人 THE MOVIE タイムリミット高度10,000mの頭脳戦」東映　2010年2月11日公開

### イベント等
- 「300（スリーハンドレッド）』ジャパンプレミア試写会・レッドカーペットに登場（明治神宮外苑、2007年6月6日）
- 東京會舘トークサロンに出演（東京會舘、2007年6月24日）
- ジャパンジュエリーフェア2007、ステージイベントに田丸麻紀と共に出演（東京ビッグサイト、2007年8月29日）
- NTTコミュニケーションズJuicyStyleサロン・トークイベントに出演（神戸ポートピアホテル、2008年7月19日）
- イヴ・サンローラン・ボーテ、新ルージュ発表会で元宝塚男役18名とレビューイベントに出演（2010年7月15日）
- 「2010SUMMER　プレミアムトークショー　貴城けいと過ごす特別なひととき」（メルパルク横浜、2010年8月22日）
- 二十会記念「千舟会」【日本舞踊発表会、演目：蝶の道行、共演：檀れい】（国立劇場大劇場、2010年9月11日）
- 「ODAIBA MUSIC ハウス〜カレーで元気！音楽で元気！〜」【LIVE、共演：MC西田ひかる、真琴つばさ、姿月あさと】（お台場合衆国、2011年8月9日）

### 本人プロデュース
- 貴城けいオリジナルショーツストッキング（2010年10月）

### 雑誌
- 2016年4月9日発売『JOYAU』（5月号）（音楽専科社）

## 著書
- 宝塚式「美人」養成講座 伝説の「ブスの25箇条」に学ぶ「きれい」へのレッスン（2008年、講談社） ISBN 4062147181
- 宝塚式「ブスの25箇条」に学ぶ「美人」養成講座 （2011年、講談社＋α文庫）ISBN 4062814722

## ディスコグラフィー

### アルバム
- PASSER（パッセ）-　20th Anniversary（2011年5月22日）

- LIVE DVD『PASSER』（2011年10月）

### ゲスト参加
- 麗人 REIJIN（2015年1月21日） - 「接吻 KISS」（ORIGINAL LOVE）をカバー[14]。
- 越路吹雪トリビュートアルバム『越路吹雪に捧ぐ』（2016年12月21日） - 「セ・シ・ボン」「君を待つ」をカバー[15]。